# Cyrtocamenta herberti
Cyrtocamenta herberti är en skalbaggsart som beskrevs av Frey 1968. Cyrtocamenta herberti ingår i släktet Cyrtocamenta och familjen Melolonthidae. Inga underarter finns listade i Catalogue of Life.